# El-Mutakallimûn
El-Mutakallimûn è il sesto album della cantautrice algerina Souad Massi uscito nell'aprile 2015.
L'album rende omaggio ad alcuni grandi poeti di lingua araba come Al-Mutanabbi, Ahmed Matar, Zuhayr ibn Abi Sulma e Al-Asmaî e ha come scopo la messa in evidenza della bellezza e dell'attualità della poesia araba. A questo scopo ha sfruttato la musicalità intrinseca dei poemi interpretandoli in chiave rock, folk, flamenco, bossa nova e chaabi.

## Tracce
1. Bima El Taaloul – 3:59
2. Lastou Adri – 3:39
3. Ayna – 3:42
4. Hadari – 3:50
5. Sa'imtou – 4:48
6. El Houriya – 4:11
7. Faya Layla – 4:35
8. El Khaylou Wa El Laylou – 3:47
9. El Boulbouli – 4:17
10. Saaiche – 3:37